# Agustín de Jesús Torres y Hernández
Agustín de Jesús Torres y Hernández (Alfajayucan, Hidalgo 23 de julio de 1818 - Ciudad de México, 2 de octubre de 1889. Fue un Obispo católico mexicano. Pasó a la historia por ser el primer Obispo de Tabasco, permaneciendo en el cargo tres años y medio. Colocó la primera piedra de la Catedral de Tabasco.

## Primeros años
Nació en Alfajayucan, Hidalgo, el 23 de julio de 1818, hijo de Tomás Torres y María Espiridiona Hernández, hizo sus primeros estudios en su pueblo natal, después en el Seminario Conciliar de México. Se ordenó sacerdote el 11 de junio de 1843, al año, Profesor de filosofía.

## Primer Obispo de Tabasco
Al erigirse la Diócesis de Tabasco el 25 de mayo de 1880, fue nombrado obispo el 18 de noviembre de 1881 y consagrado el 19 de febrero de 1882 en la Colegiata de Guadalupe por el Sr. Arzobispo Dn. Antonio de Labastida, siendo el primer obispo de Tabasco.
El Obispado de Tabasco se fundó en la Iglesia de Esquipulas (Catedral) el 12 de febrero de 1882 a donde llegó el Sr. Torres el 4 de abril del mismo año.

### Primera piedra de la Catedral
En septiembre inició su primera visita pastoral que duró varios meses. El 16 de abril de 1884 colocó junto a la Iglesia de Esquipulas, la primera piedra de la Catedral de Tabasco, cuyos cimientos permanecieron hasta 1929. En marzo de 1884 se inició el primer cabildo eclesiástico en el estado.

## Obispo de Tulancingo
El 12 de octubre de 1884 fue firmada el acta de Segregación de Pichucalco para agregarlo a Tabasco. Después de tres años y seis meses en Tabasco y quedando la Diócesis de Tulancingo vacante, el Sr. Torres la ocupó en septiembre de 1885 quedando al frente de la Diócesis de Tabasco en forma interina, su hermano el canónigo Fernando M. Torres.
De Tulancingo pasó a la Ciudad de México en agosto de 1889 donde falleció el 2 de octubre de ese año, a los 71 años de edad. Sus restos fueron sepultados en el panteón francés de la Ciudad de México.